# Vime de Sanabria
Vime de Sanabria es una localidad sanabresa perteneciente al municipio de Palacios de Sanabria, en la provincia de Zamora (España).

## Topónimo
Procede del latín “vīmĭne-“ (mimbrera), sometido a reducción m’n > m como en gallego y portugués. Tal evolución es común en el extremo occidental del leonés (Babia, Laciana, Cabrera, Sanabria). En cambio, el castellano y las áreas orientales del dominio lingüístico leonés introducen una -b- epentética, habiendo evolucionado a vimbre y mimbre.

## Contexto geográfico
Se encuentra cerca de la autovía A-52, más conocida como de la Rías Bajas. Su municipio se encuentra rodeado de un frondoso arbolado.

## Historia
Durante la Edad Media Vime quedó integrado en el Reino de León, cuyos monarcas habrían acometido la repoblación de la localidad dentro del proceso repoblador llevado a cabo en Sanabria. Tras la independencia de Portugal del reino leonés en 1143 Vime habría sufrido por su situación geográfica los conflictos entre los reinos leonés y portugués por el control de la frontera, quedando estabilizada la situación a inicios del siglo XIII.
Posteriormente, en la Edad Moderna, Vime fue una de las localidades que se integraron en la provincia de las Tierras del Conde de Benavente y dentro de esta en la receptoría de Sanabria. No obstante, al reestructurarse las provincias y crearse las actuales en 1833, Vime de Sanabria pasó a formar parte de la provincia de Zamora, dentro de la Región Leonesa, quedando integrado en 1834 en el partido judicial de Puebla de Sanabria.
Finalmente, en torno a 1850, el antiguo municipio de Vime de Sanabria se integró en el de Palacios de Sanabria.

## Patrimonio
Cuenta con una bella iglesia, de la que destaca su interior, especialmente su artesonado y el retablo mayor que acoge la imagen de Santa Lucía.

## Fiestas
Vime celebra San Martín, el 11 de noviembre, y Santa Lucía, el 13 de diciembre.